# Анастасија Савченко
Анастасија Васиљевна Савченко (рус. Анастаси́я Васи́льевна Са́вченко; Омск, 15. новембар 1989) је руска атлетичарка, специјалиста за скок мотком. Победница је скока мотком на Летњој универзијади 2013. у Казању.

## Значајнији резултати
| Год. | Такмичење                       | Место                        | Плас. | Рез.   |
| ---- | ------------------------------- | ---------------------------- | ----- | ------ |
| 2009 | Европско првенство У-23         | Каунас, Литванија            | 8     | 4,15 м |
| 2011 | Европско првенство У-23         | Острава, Чешка Република     | 6     | 4,20 m |
| 2011 | Универзијада                    | Шенџен, Кина                 | 13    | 4,10 m |
| 2012 | Светско првенство у дворани     | Истанбул, Турска             | 10    | 4,45 m |
| 2012 | Европско првенство на отвореном | Хелсинки, Финска             | 4     | 4,50 м |
| 2012 | Олимпијске игре                 | Лондон, Уједињено Краљевство | 26    | 4,25 м |
| 2013 | Европско првенство у дворани    | Гетеборг, Шведска            | 5     | 4,37 м |
| 2013 | Универзијада                    | Казањ, Русија                | 1     | 4,60 м |
| 2013 | Светско првенство на отвореном  | Москва, Русија               | 5     | 4,65 м |
| 2014 | Светско првенство у дворани     | Сопот, Пољска                | 11    | 4,45   |

## Лични рекорди
на отвореном
4,73 м — Подољск, 15. јун 2013.
- у дворани

4,71 м — Стокхолм 21. фебруар 2013.